# Sundargarh
Sundargarh es una ciudad y municipio situada en el distrito de Sundargarh en el estado de Odisha (India). Su población es de 45036 habitantes (2011). Se encuentra a orillas del río Ib, a 307 km de Bhubaneswar. Es el centro administrativo del distrito.

## Demografía
Según el censo de 2011 la población de Sundargarh era de 45036 habitantes, de los cuales 22754 eran hombres y 22282 eran mujeres. Sundargarh tiene una tasa media de alfabetización del 88,88%, superior a la media estatal del 72,87: la alfabetización masculina es del 92,48%, y la alfabetización femenina del 85,22%.